# Urophora columbiana
Urophora columbiana är en tvåvingeart som först beskrevs av Erich Martin Hering 1942.  Urophora columbiana ingår i släktet Urophora och familjen borrflugor.
Artens utbredningsområde är Colombia. Inga underarter finns listade i Catalogue of Life.